# Emie R Roussel Trio
 (décembre 2020).
Pour les articles homonymes, voir Roussel.
Emie R Roussel Trio est un trio québécois de jazz.

## Biographie
Le Emie R Roussel Trio a été formé en 2010 et a produit cinq albums depuis sa création. Début 2020, les membres en sont Emie Rioux-Roussel au piano et claviers, Nicolas Bédard à la contrebasse et la basse électrique et Dominic Cloutier à la batterie. Le groupe a présenté sa musique dans 12 pays sur 4 continents au fil des ans.
En 2014, le groupe présente sa première tournée en Océanie avec des concerts en Australie et en Nouvelle-Zélande. Le groupe s'est produit au Melbourne Women's International Jazz Festival en plus de présenter des concerts à Sydney, Brisbane, Auckland et Wellington,. En 2015, le trio complète une première tournée européenne qui le mène en Italie, en Estonie et en France. Quelques mois plus tard, le groupe présente également son album Quantum aux États-Unis et au Mexique,. À l'automne de la même année, le groupe est de retour en Europe à l'invitation des festivals Éclats d'Émail de Limoges et Jazzy Colors de Paris,.
En 2016, à l'invitation du Canadian Independant Music Association (CIMA), le trio a présenté un concert dans le cadre de Jazzahead à Bremen en Allemagne. Un peu plus tard dans l’année, le trio effectue une tournée de cinq concerts au Japon dans les villes de Tokyo et Yokohama. À l’automne 2016, le groupe complète sa troisième tournée européenne qui le mène au mythique Duc des Lombards de Paris et au Festival Jazz à Verviers en Belgique en plus de présenter un concert à Turin en Italie.
En juin 2017, le trio est de retour en Océanie pour une deuxième tournée australienne avec des concerts à Sydney, Brisbane (Brisbane International Jazz Festival) et Cairns. En mars 2018, le trio s’envole pour 7 concerts en Europe lors de sa 4etournée sur le continent présentée en France, en Italie et en Belgique. En avril 2019, le Emie R Roussel Trio a été l’un des huit groupes hors Europe sélectionnés pour le « Overseas Night » afin de présenter une vitrine officielle dans le cadre du prestigieux festival Jazzahead! 2019 à Brême en Allemagne.
Pour marquer son 10eanniversaire d’existence, le groupe présente en 2020 sa 5e tournée européenne où il se produit entre autres pour la première fois en Suède dans le cadre du Stockholm Women’s International Jazz Festival. Grâce à son parcours et par les nombreuses reconnaissances faites à l'ensemble depuis sa fondation, le Emie R Roussel Trio est maintenant considéré comme un incontournable de la scène jazz actuelle canadienne.

## Discographie

### Albums
- 2013 : Transit
- 2015 : Quantum
- 2017 : Intersections
- 2020 : Rythme de passage
- 2020 : Temps inégal[21],[22],[23]

## Prix et reconnaissances
- 2020 : Nomination, Felix de l’Album de l’année - Jazz à l'ADISQ ; Rythme de passage[24].
- 2019 : Vitrine officielle Overseas Night au prestigieux festival de Jazzahead à Brême en Allemagne[19].
- 2019 : Nomination, Album de l’année - Jazz - Prix Opus ; Intersections[25]
- 2019 : Nomination, Concert de l’année - Jazz - Prix Opus ; Intersections[25]
- 2018 : Nomination, Felix de l’Album de l’année - Jazz à l’ADISQ ; Intersections[26]
- 2018 : Gagnant du Prix Étoiles Stingray au TD Halifax Jazz festival[27],
- 2015 : Gagnant du Félix de l’album jazz de l'année 2015 à l’ADISQ ; Quantum[28].
- 2015 : Mention à l'Assemblée nationale du Québec par Harold LeBel[29].
- 2014 : Gagnant du Prix Opus 2013-14 pour le Disque jazz de l'année ; Transit[25]
- 2014 : Révélation Radio-Canada Jazz 2014-2015[30].
- 2013 : Mention spéciale du jury lors du Grand Prix de Jazz TD au 34e Festival international de Jazz de Montréal en 2013[3]
- 2013 : Prix Coup de cœur du public 2013 au Festi Jazz international de Rimouski, Qc, Canada[29]